# 姜嫄
姜嫄（きょうげん）は、周の祖である后稷（弃）の母。

## 概略

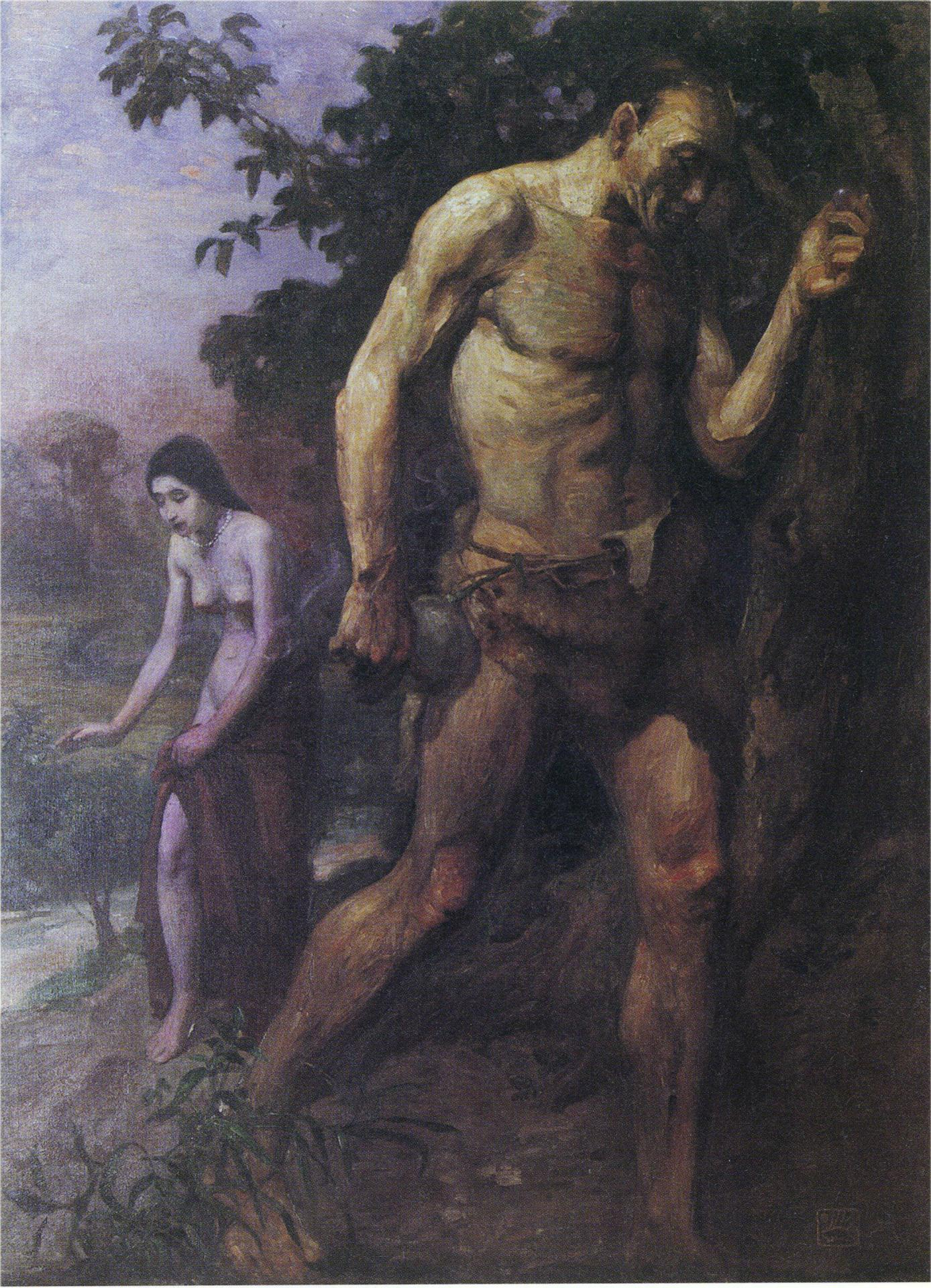
中村不折作品『巨人の蹟』大正元年（1912年）

『史記』周本紀では「姜原」とし、有邰氏の娘とされ、帝嚳の元妃であるとされる。『列女伝』母儀伝では、姜嫄は邰侯の娘とされ、堯のときの人物とされる。
『史記』周本紀によると、姜原は野に出て、巨人の足跡を見た。面白がってこれを踏んだところ、身体の動きが妊婦のようになった。時期が来て子を産んだが、姜原はこの子を不祥とみなした。子を隘巷に捨てたが、馬や牛の通り過ぎる者もみな避けて踏もうとしなかった。林中に移して置こうとしたが、山林で多くの人と出くわしたので、場所を変えた。渠中の氷の上に捨てたが、飛ぶ鳥がその翼でこの子を覆い暖めた。姜原は神秘を認めて、この子を拾い育てた。初めに弃（棄）てようとしたことから、「弃」と名づけたという。
『列女伝』母儀伝によると、姜嫄は遊行して、巨人の足跡を発見し、面白がってこれを踏んだ。帰って妊娠が発覚した。卜筮して天を祀り、子が産まれないように願ったが、結局生まれてしまった。姜嫄はこの子を不祥とみなし、子を隘巷に捨てたが、牛や羊もみな避けて踏もうとしなかった。そこでこの子を平林に移したが、林で木を切る樵夫たちがこの子に敷物をし覆いをかぶせた。そこでこの子を寒氷の上に捨てたが、飛ぶ鳥がこの子をその翼で抱き暖めた。姜原は異常を認めて、この子を拾って帰り、「弃」と名づけたという。
姜嫄の「姜」は「羌」と同じで、西方の遊牧民を意味し、古公亶父は、戎・狄に攻められて岐山の下に移り、はじめて戎・狄風の生活形態である遊牧を改めて、都市を建設した。北方狩猟民出身の殷を倒して取って代わった周が、西方遊牧民出身であることは明白である。
『詩経』の大雅生民や魯頌閟宮にも、また姜嫄の伝説が謡われている。